# یونکرس یو ۳۵۲
یونکرس یو ۳۵۲ هرکولس (آلمانی: Junkers Ju 352 Herkules) یک هواگرد ترابری ساخت شرکت یونکرس در آلمان بود که نخستین بار در روز ۱ اکتبر سال ۱۹۴۳ به پرواز درآمد.

## طراحی و تولید
با توجه به کمبود دسترسی به منابع راهبردی از جمله موتور یومو ۲۱۱ جهت تولید هواگرد ترابری تمام‌فلزی یو ۲۵۲ به عنوان جانشین یو ۵۲، شرکت یونکرس بهار سال ۱۹۴۲ هواگرد چوبی جایگزین یو ۳۵۲ را با موتور ب‌ام‌و برامو ۳۲۳اِر-۲ طراحی کرد. ظاهر این هواگرد شبیه یو ۲۵۲ بود اما بال‌های چوبی آن روی بدنهٔ ترکیبی، یک مقدار عقب‌تر قرار داشت. پشت هواگرد یک سطح شیب‌دار الکتریکی هیدرولیکی برای بارگیری سریع موارد حجیم نصب شد. دنبالچه جدا شدنی انتهای آن امکان جایگزینی با یک قلاب یدک‌کشی برای گلایدر وجود داشت. تسلیحات دفاعی شامل یک توپ خودکار ام‌گه ۱۵۱ ۲۰ میلی‌متری در یک برجک در پشت اتاقک خلبان می‌شد.
با نهاده شدن عنوان هرکولس بر آن توسط تولیدکننده، پیش‌نمونه یو ۳۵۲ فاو-۱ نخستین پرواز خود را روز ۱ اکتبر سال ۱۹۴۳ در کارخانه فریتسلار انجام داد. فاو-۲، دومین پیش‌نمونه مدت کوتاهی بعد به پرواز درآمد و متعاقباً سفارش تولید ده فروند مدل پیش‌تولید یو ۳۵۲آ-۰ صادر گشت. مدل تولیدی یو ۳۵۲آ-۱ از ماه فوریه سال ۱۹۴۴ به لوفت‌وافه تحویل شد. با بدتر شدن شرایط جنگ تولید هواگردهای ترابری متوقف گردید. مجموعاً تولید دو پیش‌نمونه، ده یو ۳۵۲آ-۰ و سی‌وسه یو ۳۵۲آ-۱ تکمیل شد.
طرحی نیز برای مدل یو ۳۵۲ب با موتور شعاعی ب‌ام‌و ۸۰۱ با توان ۱۸۰۰ اسب بخار ارائه شد که هیچگاه عملی نگردید.

## تاریخچه عملیاتی
یو ۳۵۲ به عنوان هواگردی تنومند و قابل‌اتکا، هنگام خدمت جایگزین خوبی یو ۳/۵۲ام نشان داد. زاویه معکوس ملخ چوبی مسافت فرود را به شکل چشمگیری کاهش می‌داد. این هواگرد در اختیار یگان‌های ترابری مختلفی از جمله گروه ۱ جناح ۲۰۰ رزمی قرار گرفت. روز ۲۵ آوریل سال ۱۹۴۵ بیست و سه فروند یو ۳۵۲ در پایگاه هوایی توتوو در شمال شرقی آلمان مستقر بود که بیشتر آن‌ها با نزدیک شدن قوای متفقین منهدم شدند. حداقل دو فروند تا پایان جنگ باقی مانند. یکی از آن‌ها برای ارزیابی به بریتانیا برده شد. دیگری پس از جنگ در چکسلواکی ظاهر شد و پس از بازیابی، از طرف دولت چکسلواکی به عنوان هدیه شخصی به ژوزف استالین، رهبر شوروی تقدیم گشت.

## مشخصات فنی
یو ۳۵۲آ-۱:
مشخصات عمومی
- طول: ۲۴٫۶ متر
- طول بال: ۳۴٫۲ متر
- ارتفاع: ۵٫۷ متر
- مساحت بال: ۱۲۸٫۲ متر مربع
- وزن خالی: ۱۲٬۷۷۰ کیلوگرم
- حداکثر وزن هنگام برخاستن: ۱۹٬۶۰۰ کیلوگرم
- نیرومحرکه: سه موتور شعاعی ۹ سیلندر ب‌ام‌و برامو ۳۲۳اِر-۲: ۱٬۲۰۰ اسب بخار (۸۹۵ کیلووات)

عملکرد
- حداکثر سرعت: ۳۷۰ کیلومتر بر ساعت
- سقف پرواز: ۶٬۰۰۰ متر
- حداکثر برد: ۲٬۹۹۵ کیلومتر با محفظه سوخت کمکی

تسلیحات
- یک توپ خودکار ام‌گه ۱۵۱ کالیبر ۲۰ میلی‌متر در یک برجک برقی در پشت اتاقک خلبان